# Dánia címere

Dánia címere

Dánia címere három, koronás kék oroszlánt ábrázol kilenc vörös szívvel, arany mezőben. Legrégebbi ismert ábrázolása egy 1194 körül, VI. Knut dán király által használt pecséten található. A színek legrégebbi említése 1270 körüli forrásból származik.
A jelenlegi változatot 1819-ben tette hivatalossá VI. Frigyes. A címeren ábrázolt korona V. Keresztély koronája, amely ma a koppenhágai Rosenborg kastélyban látható.